# Rianxo
Rianxo és un municipi de la província de la Corunya a Galícia. Pertany a la Comarca da Barbanza. El seu nom potser prové del llatí rivus angulus, «la curvatura del riu». Limita al nord amb Lousame i Rois, a l'oest amb Boiro a l'est amb Dodro i Catoira a través del pont sobre el riu Ulla i al sud amb la ria d'Arousa.
| 8.277 | 9.461 | 11.120 | 12.715 | 11.582 |
| Fonts: INE i IGE (Els criteris de registre censal variaren i les dades de l'INE i de l'IGE poden no coincidir.) |       |        |        |        |

## Parròquies
- O Araño (Santa Baia)
- Asados (Santa María)
- Isorna (Santa María)
- Leiro (Santa María)
- Rianxo (Santa Comba)
- Taragoña (San Salvador)

## Festes populars
A les famoses Festes de la Verge de la Guadalupe, hem d'afegir-li altra important referència en el calendari festiu de la vila, és la Festa de la Verge del Carmen, important per ser la patrona dels mariners. I en una vila com aquesta dedicada al mar, referent obligada. Són el dia 16 de juliol i antigament es portava a terme una processó marítima, com la portada a terme per les Festes de la Verge de la Guadalupe. Una altra de les grans festes són les festes de la vila són les festes de Taragoña que són a l'agost.

## Activitat Econòmica
La seva principal activitat econòmica és la derivada de l'explotació del mar, sent una important base per als vaixells dedicats al cultiu del musclo a la Ria d'Arousa. Una altra activitat important és la sembra i recol·lecció, ja sigui per terra o des de barques, de cloïssa i escopinya de gallet que majoritàriament són destinats a la indústria conservera local i perifèrica, sobretot l'escopinya de gallet. A part del marisc, la vila també compta amb crassanes de Ribera per a la construcció i reparació de la flota present en el port.
La seva activitat turística s'ha vist incrementada en els últims anys, encara que es tracta d'un poble tranquil i fora de la rutes tradicionals. És un bon punt de partida per a fer excursions als llocs turístics més importants de Galícia, a no més de dues hores de cotxe de distància. Santiago de Compostel·la i la seva catedral amb la tomba de l'Apòstol Santiago i lloc de pelegrinatge des de l'edat mitjana, la ruta Xacobea marítima, Pontevedra, Vigo, la Costa da Morte famosa pels seus abruptes penya-segats, ...

## Rianxeiros famosos
- Alfonso Daniel Rodríguez Castelao, pare del nacionalisme gallec (1886-1950).
- Rafael Dieste, escriptor (1899-1981)
- Manuel Antonio, escriptor i poeta (1900-1930)

## Galeria d'imatges

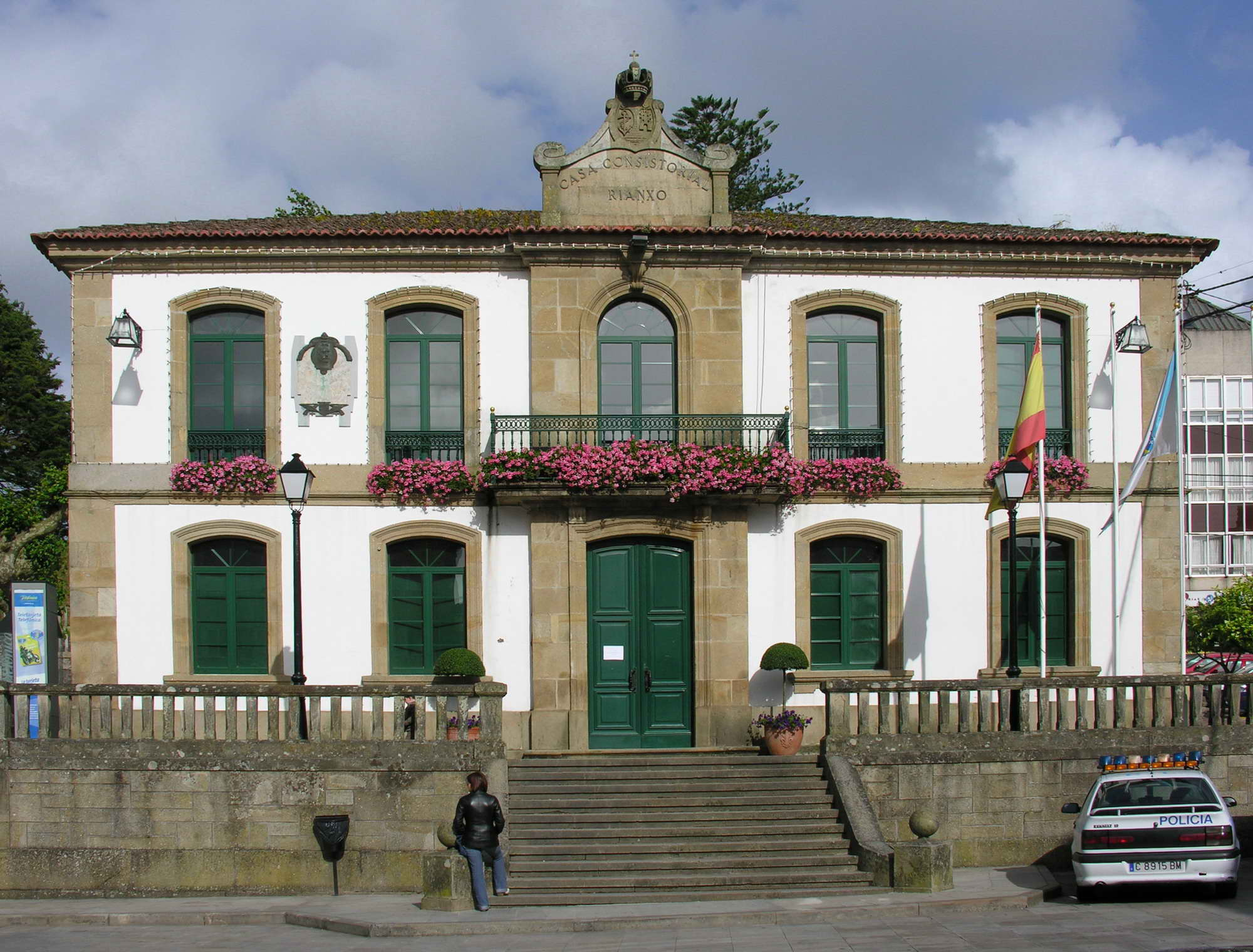
Ajuntament
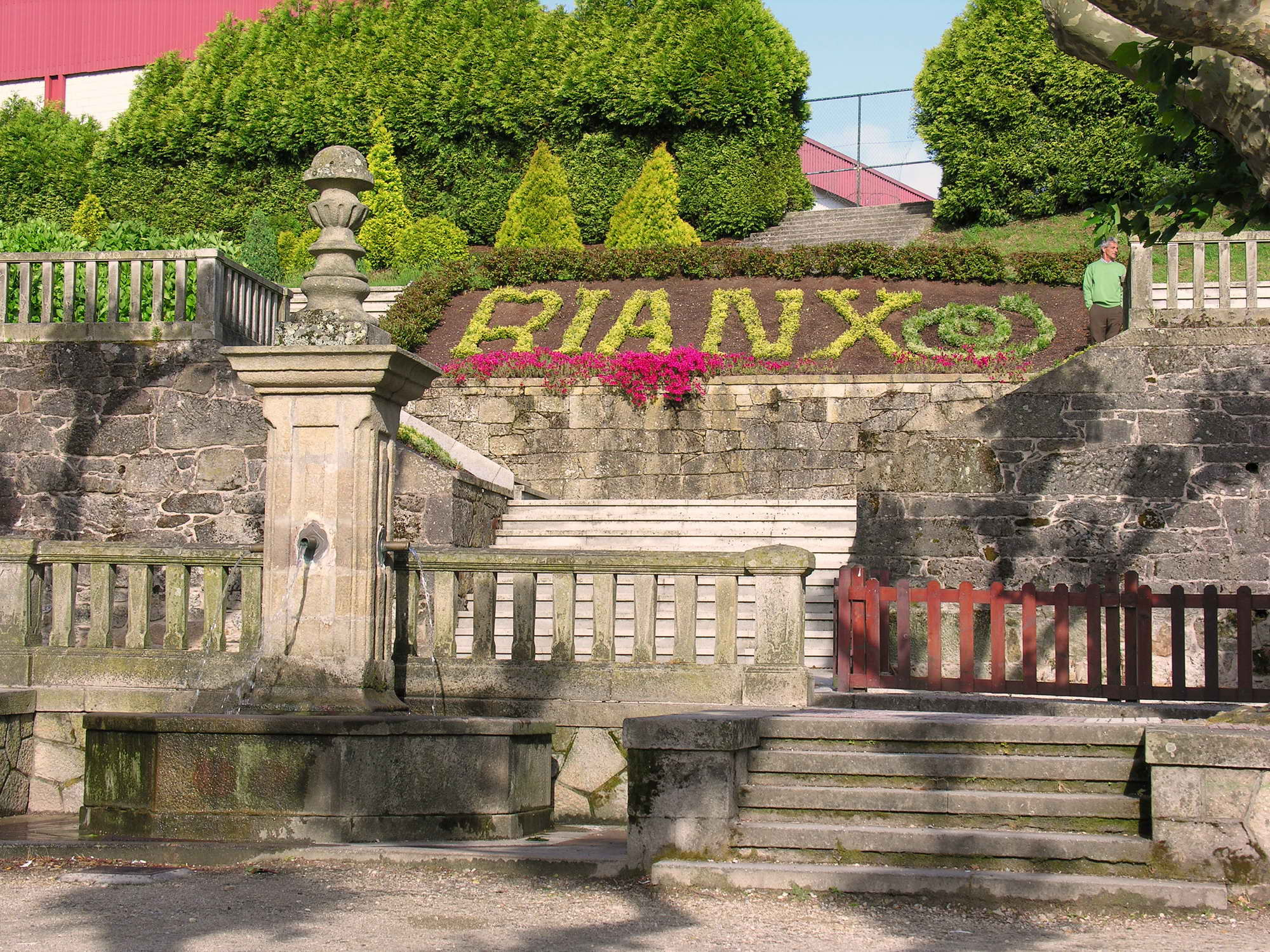
Parc i font
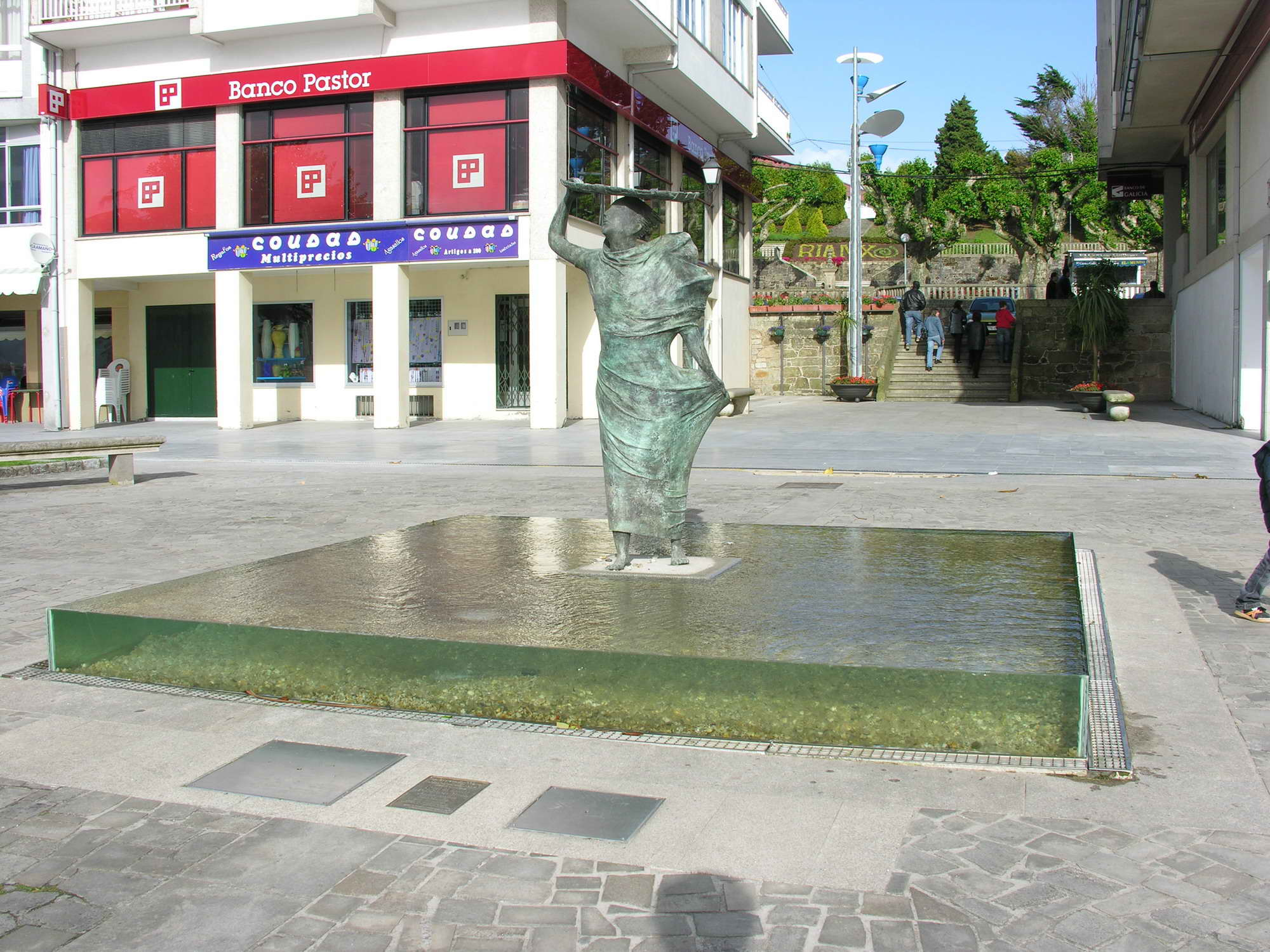
Font
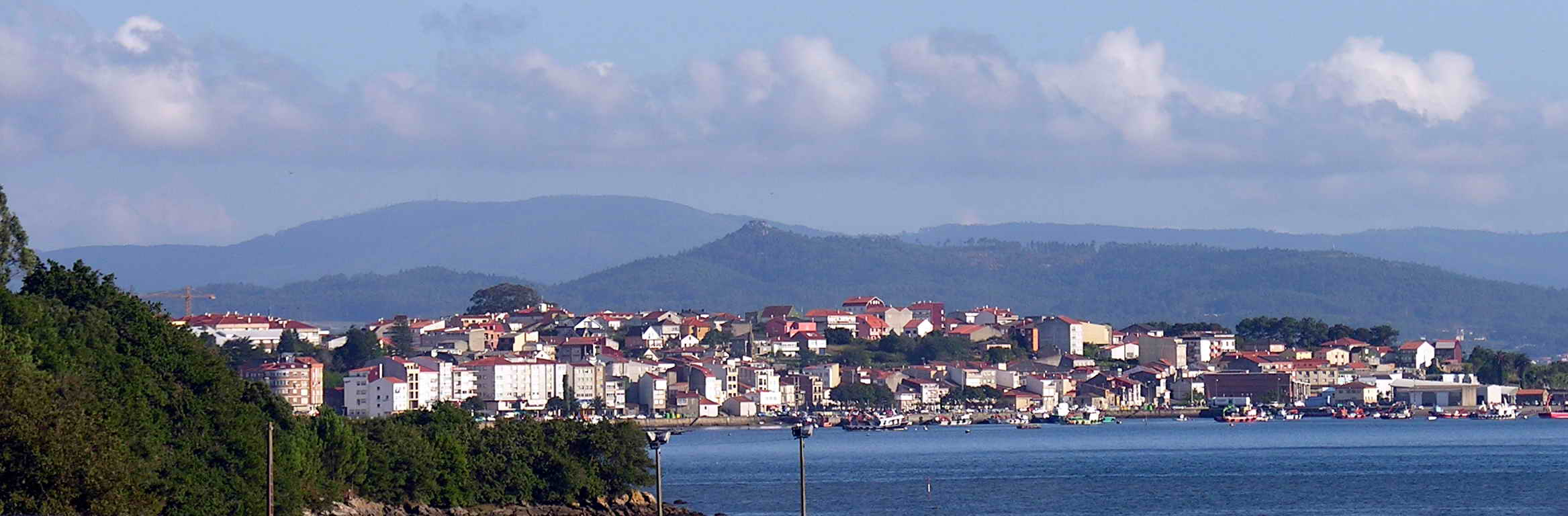
Vila de Rianxo
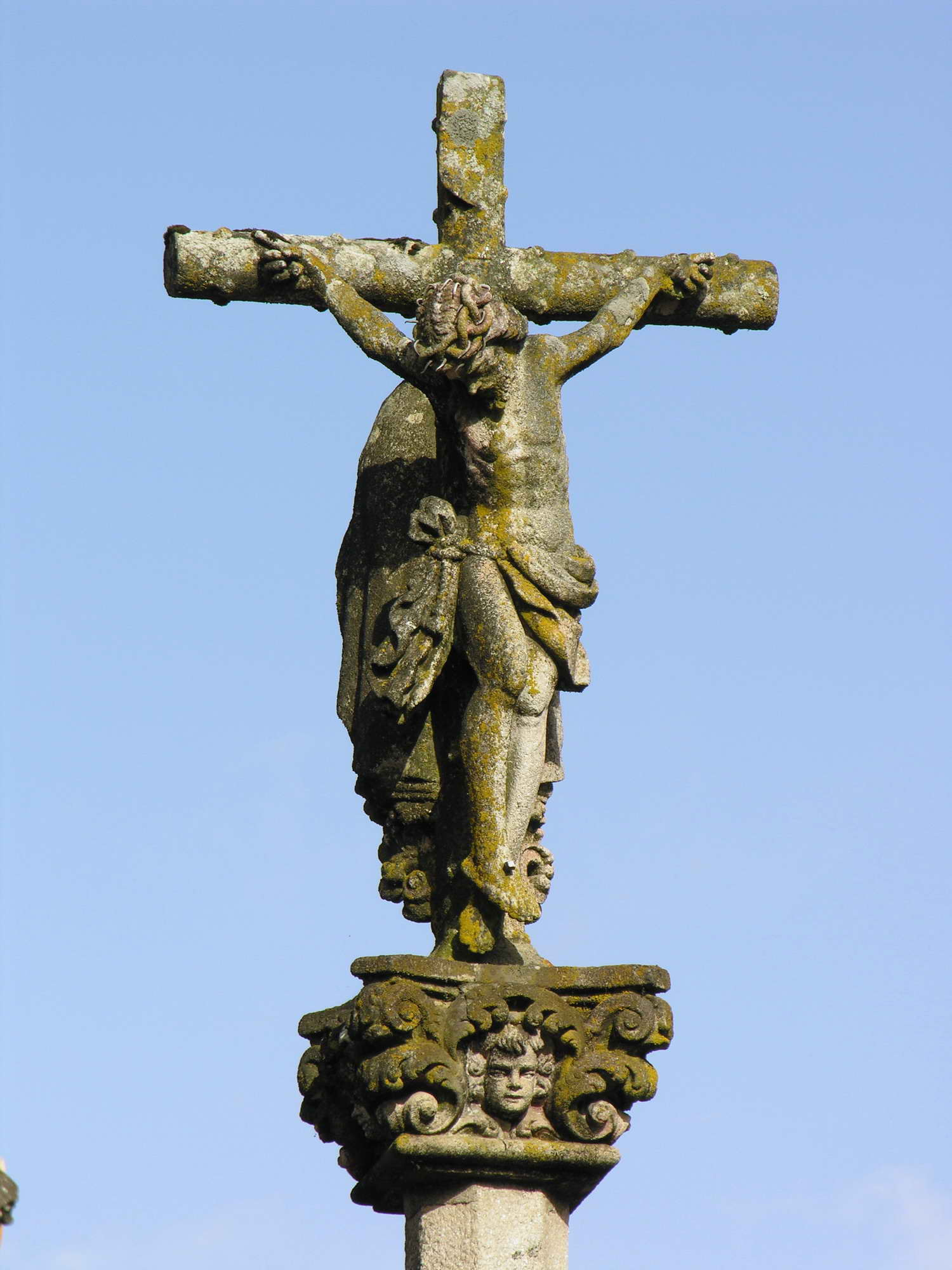
Cruceiro
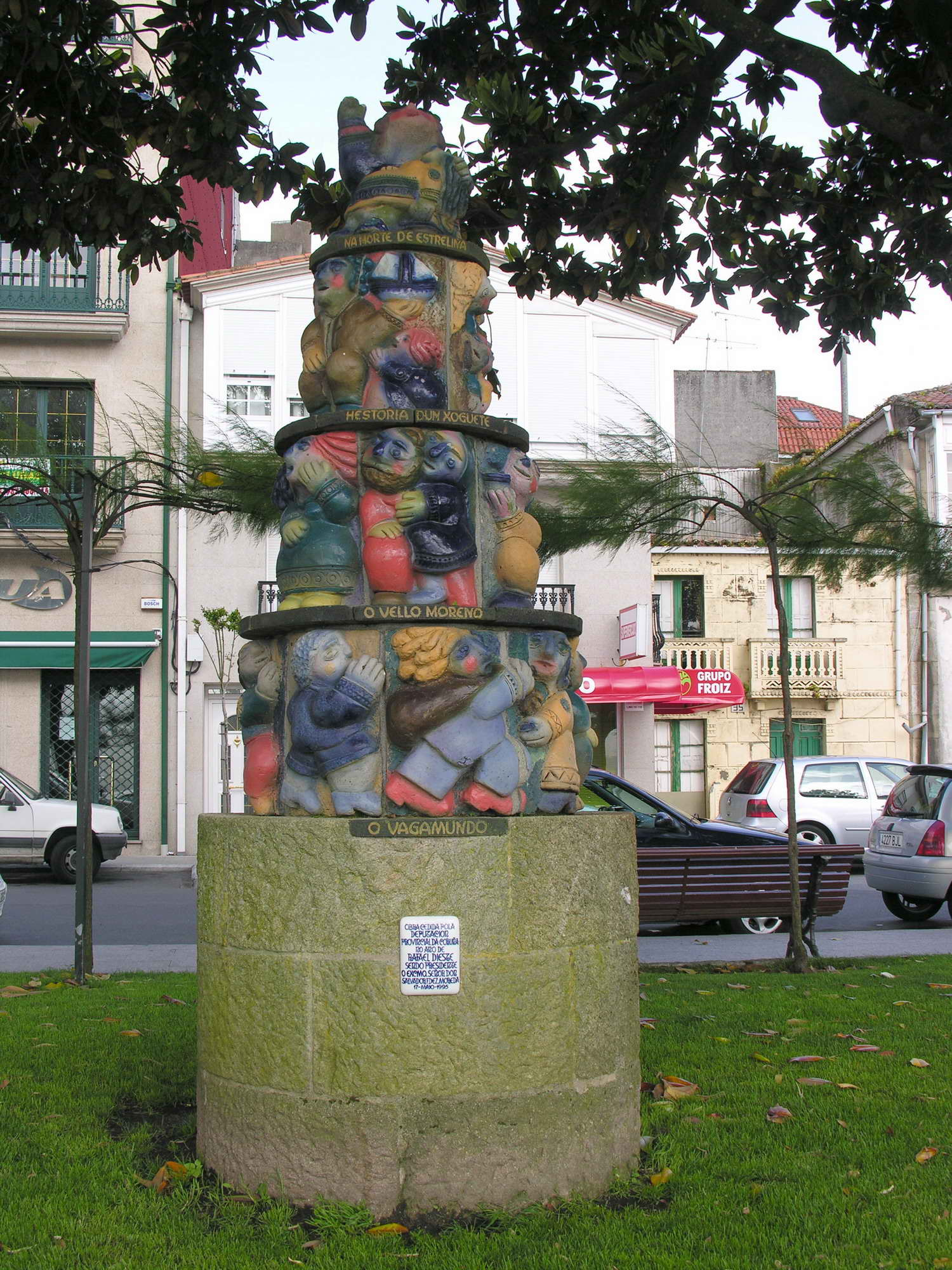
Monument a Rafael Dieste